# Cosmosoma evadnes
Cosmosoma evadnes är en fjärilsart som beskrevs av Pieter Cramer. Cosmosoma evadnes ingår i släktet Cosmosoma och familjen björnspinnare. Inga underarter finns listade i Catalogue of Life.

## Bildgalleri

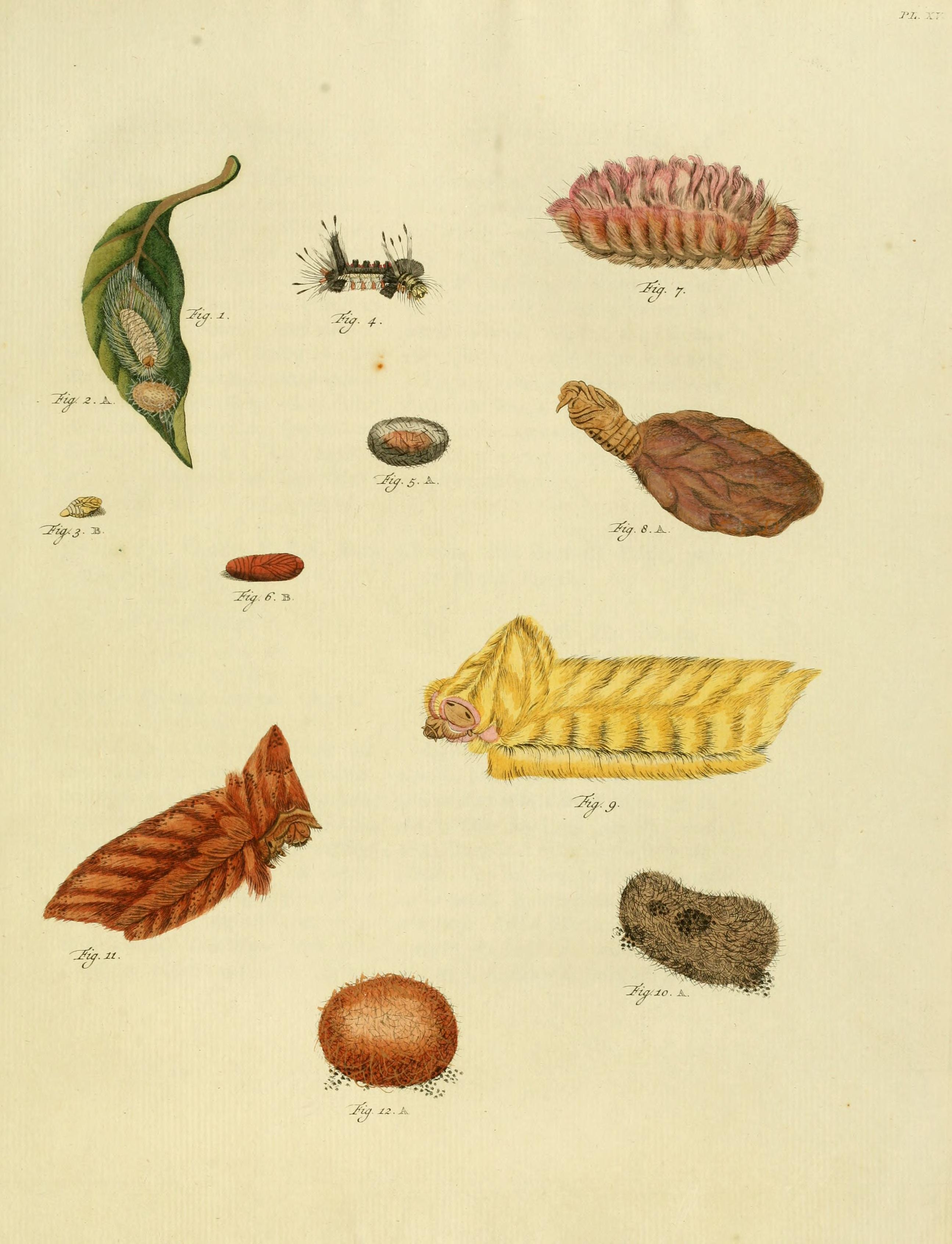
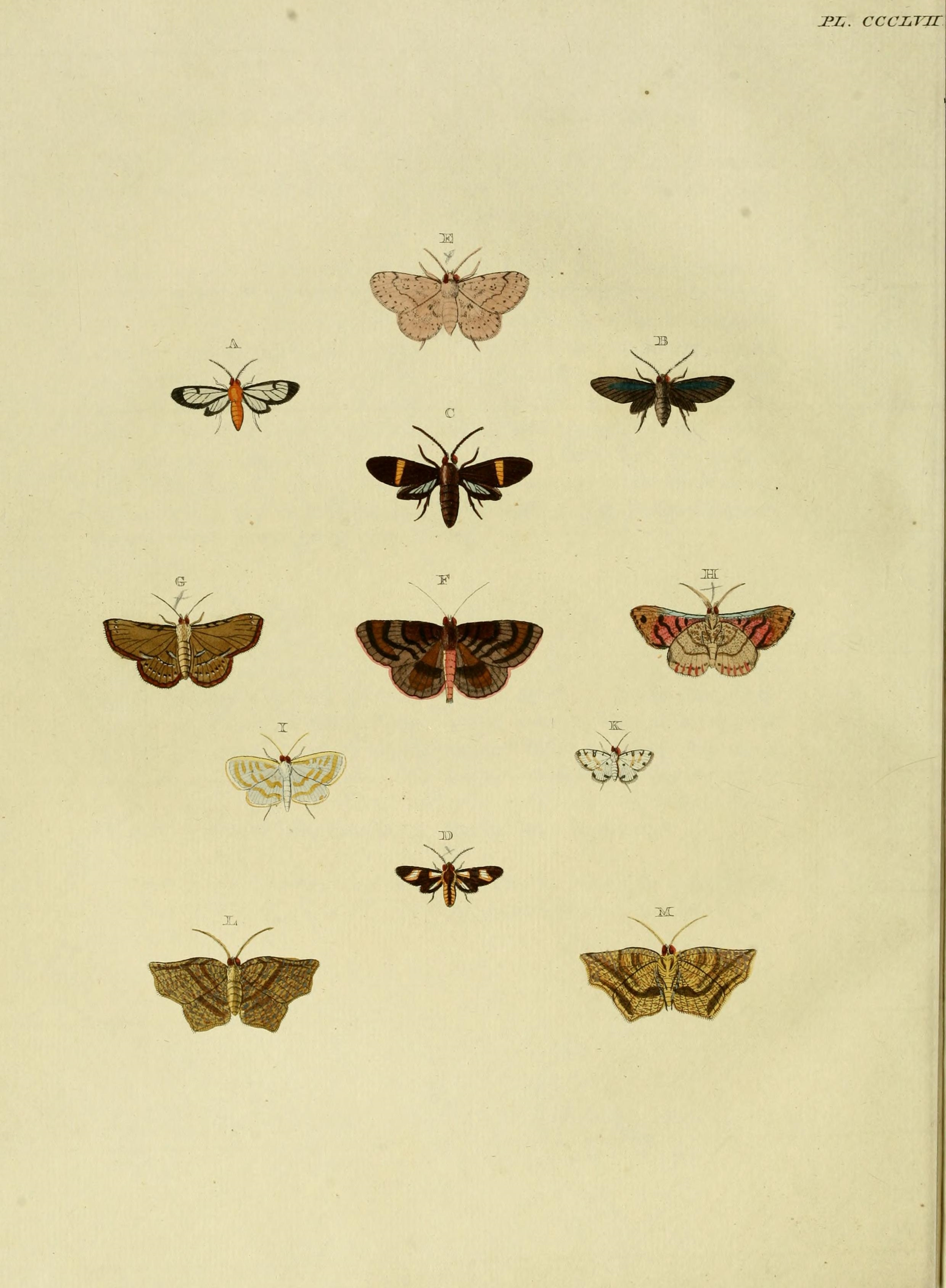